# Eberhard Winkler (Fußballspieler)
Eberhard Winkler (* 22. Dezember 1939; † 10. Dezember 2020) war ein Fußballspieler beim SC Motor Karl-Marx-Stadt. Dort spielte er 1962/63 in der DDR-Oberliga, der höchsten Spielklasse des DDR-Fußball-Verbandes.
Elf Wochen nach seinem 18. Geburtstag kam Winkler mit Beginn der Fußballsaison 1958 erstmals in der 1. Männermannschaft des SC Motor Karl-Marx-Stadt zum Einsatz. Die Mannschaft des mittelsächsischen Fußballzentrums spielte nach dem Abstieg 1957 in der zweitklassigen I. DDR-Liga.
Bereits in seiner ersten Männersaison bestritt Winkler 20 der 26 ausgetragenen Punktspiele, in denen er anfangs im Mittelfeld und später als Stürmer aufgeboten wurde. Seine erste Spielzeit im Männerbereich endete nach einem Jahr mit dem Abstieg in die Drittklassigkeit, der SC Motor war binnen einer Saison in die II. DDR-Liga durchgereicht worden. Dort spielte Winkler überwiegend im Angriff und zählte mit zur Stammelf der Karl-Marx-Städter. Denen gelang umgehend die Rückkehr in die I. DDR-Liga. Auch 1960 konnte Winkler seinen Platz in der Stammformation behaupten und gehörte, obwohl weiterhin überwiegend im Mittelfeld spielend, mit fünf Punktspieltoren zu den torgefährlichsten Spielern des SC Motor. Wegen Umstellung der Fußballsaison auf den Sommer-Frühling-Rhythmus wurden 1961/62 in der I. DDR-Liga 39 Punktspiele ausgetragen, der SC Motor Karl-Marx-Stadt war nach erfolgreichem Kampf um den Klassenerhalt mit dabei. Zum Spielerstamm gehörte erneut Winkler, und mit seinen 33 Punktspieleinsätzen trug er wesentlich dazu bei, dass die Karl-Marx-Städter am Ende der Mammutsaison den Aufstieg in die DDR-Oberliga geschafft hatten. In seiner einzigen Erstligasaison 1962/63 bestritt Winkler 16 von 26 Punktspielen. Während er in der Hinrunde als Mittelfeldakteur nur zweimal fehlte, kam er in der Rückrunde, nun als Stürmer eingesetzt, nur noch sporadisch zum Einsatz und blieb erstmals seit 1958 ohne Torerfolg.
Die Begegnung des 24. Spieltages SC Empor Rostock – SC Motor Karl-Marx-Stadt (3:0) am 7. April 1963 war Winklers letztes Pflichtspiel für den SC Motor. Zwischen 1958 und 1963 hatte er 16 Punktspiele in der DDR-Oberliga (ohne Tor) und 77 Punktspiele in der I. DDR-Liga (neun Tore) sowie zahlreiche Drittligaspiele mit mehr als zehn Toren bestritten. Seine fußballerische Laufbahn setzte er im unterklassigen Fußball bei Vorwärts Leipzig (63–65), FC Karl-Marx-Stadt (Reserve 66–67), Motor Germania Karl-Marx-Stadt (68–69) und Turbine Frankenberg (70- ab 1984 SV Barkas Frankenberg) fort.